# Chloroclystis dissographa
Chloroclystis dissographa är en fjärilsart som beskrevs av Louis Beethoven Prout 1958. Chloroclystis dissographa ingår i släktet Chloroclystis och familjen mätare. Inga underarter finns listade i Catalogue of Life.